# 童文圈
童文圈（1927年8月29日—2015年3月22日）是原越南共和國軍隊的後勤將領，中將軍銜。在服役期間，他專門擔任與支援和培訓有關的職務，因此也被稱爲辦公室將軍。

## 生平
童文圈1927年8月29日出生於越南西南部鵝貢的一個富裕的地主家庭。
2015年3月22日，童文圈在美國弗吉尼亞州逝世。